# Taraxacum oblongatum
Taraxacum oblongatum — вид квіткових рослин з родини айстрових (Asteraceae). Вид зростає в Європі: Австрія, Бельгія, Чехія, Данія, Фінляндія, Франція, Німеччина, Великобританія, Ірландія, Нідерланди, Польща, Іспанія, Швеція; це багаторічна рослина помірних біомів.

## Опис
T. oblongatum має черешки з вузькими крилами, білими на зовнішніх і рожевими на внутрішніх листках. Листя характерного оливково-зеленого кольору з короткими, досить округлими бічними частками та тупими або заокругленими кінцевими частками, довші на внутрішніх листках. Квіткова голова невелика, а зовнішні приквітки незвично короткі для розрізу, зазвичай <10 мм завдовжки, сильно зігнуті назад і зазвичай злегка наповнені рожевими.